# Список игр серии Wolfenstein

Wolfenstein — серия компьютерных игр в жанрах шутер от первого лица и стелс-экшен, содержащая альтернативно-исторические и фэнтезийные элементы, вольно трактующая историю Второй мировой войны и обращающаяся к темам нацистского оккультизма и фантастических технологий Вундерваффе. Игра Wolfenstein 3D 1992 года, одна из первых игр в жанре шутер от первого лица, считается прародительницей этого жанра. Игры серии повествуют о приключениях американского солдата Уильяма «Би-Джея» Бласковица и его противостоянии нацистскому режиму. Серия получила своё название в честь вымышленного замка Вольфенштайн, который фигурирует в большинстве игр серии.
Wolfenstein является одной из самых долгоживущих серий компьютерных игр. Серия насчитывает 13 игр, две из которых находятся в разработке. Первая игра в серии, Castle Wolfenstein, была разработана американским программистом Сайласом Уорнером, выпущена компанией Muse Software в 1981 году для компьютеров Apple II и в 1982—1983 годах портирована на компьютеры компании Atari, операционную систему MS-DOS и Commodore 64. В 1984 году последовал выпуск продолжения — Beyond Castle Wolfenstein, которое было выпущено одновременно на Apple II и Commodore 64, а годом позже состоялся выход портов на компьютеры Atari и под PC Booter. В 1987 году Muse Software была признана банкротом, а права на товарный знак серии истекли, что позволило другим компаниям использовать его.
Спустя 8 лет после выхода Beyond Castle Wolfenstein, в 1992 году компания id Software выпустила Wolfenstein 3D для MS-DOS, которая имела коммерческий успех и с 1994 по 2012 год была портирована на множество платформ. В том же году, спустя 3 месяца, состоялся выход Spear of Destiny для MS-DOS, которая вышла вместо розничной версии Wolfenstein 3D. В 1994 году компания FormGen выпустила ещё 2 эпизода к Spear of Destiny. Выход Return to Castle Wolfenstein от Gray Matter Interactive состоялся спустя 9 лет после выхода Wolfenstein 3D и Spear of Destiny и спустя 20 лет после релиза Castle Wolfenstein, в 2001 году, для компьютеров под управлением операционной системы Windows. В 2002 году игра была портирована на операционные системы Linux и Mac OS (в том числе и на Mac OS X), а в 2003 году с подзаголовками Tides of War и Operation Resurrection — на игровые приставки Xbox и PlayStation 2 соответственно. В 2003 году вышел Wolfenstein: Enemy Territory от Splash Damage — бесплатный многопользовательский классовый шутер. В 2008 году была выпущена мобильная пошаговая игра, получившая название Wolfenstein RPG. Спустя 8 лет после выхода Return to Castle Wolfenstein, в 2009 году состоялся выход прямого сиквела, получившего название Wolfenstein и который был разработан компанией Raven Software. Wolfenstein стала последней игрой серии, изданной Activision.
В 2009 году id Software была куплена компанией Zenimax Media: все права на серию перешли к последней, изданием занялась Bethesda Softworks, а разработка последующих игр была доверена компании MachineGames, первая из которых, Wolfenstein: The New Order, вышла в 2014 году сразу на 5 платформах: операционной системе Windows, PlayStation 3 и 4, а также на Xbox 360 и One. Спустя год вышла Wolfenstein: The Old Blood, у которой, в отличие от The New Order, отсутствовали версии для PlayStation 3 и Xbox 360. В 2017 году состоялся выход Wolfenstein II: The New Colossus для Windows, PlayStation 4 и Xbox One, а в 2018 году была выпущена версия для консоли Nintendo Switch. The New Colossus стала первой игрой серии со времён Wolfenstein 3D, которая вышла на консоли компании Nintendo. На данный[какой?] момент также вышли 2 игры серии: Wolfenstein Youngblood для Windows, PlayStation 4, Xbox One и Switch и Wolfenstein: Cyberpilot для шлемов виртуальной реальности. Обе игры разрабатывались 2 студиями: помимо MachineGames для Youngblood и Cyberpilot в качестве дополнительного разработчика была привлечена компания Arkane Studios.

## Состав

### Игры
| Название                         | Разработчики                | Издатель           | Платформы и даты выхода | Прим.  |
| -------------------------------- | --------------------------- | ------------------ | --- | ------ |
| Castle Wolfenstein               | Сайлас Уорнер               | Muse Software      | - 1981 — Apple II - 1982 — Atari 400/800/1200XL - 1983 — MS-DOS, Commodore 64 | [ 10 ] |
| Beyond Castle Wolfenstein        | Muse Software               | Muse Software      | - 1984 — Apple II, Commodore 64 - 1985 — PC Booter, Atari 400/800/1200XL | [ 11 ] |
| Wolfenstein 3D                   | id Software                 | Apogee Software    | - 1992 — MS-DOS - 1994 — SNES, Atari Jaguar, Mac OS, PC-98, Archimedes - 1995 — 3DO - 1998 — Apple IIGS - 2002 — Game Boy Advance - 2003 — Xbox - 2009 — iOS, Xbox 360, PlayStation 3 - 2012 — Браузер | [ 12 ] |
| Spear of Destiny                 | id Software FormGen         | FormGen            | - 1992 — MS-DOS - 2009 — iOS | [ 13 ] |
| Return to Castle Wolfenstein     | Gray Matter Interactive     | Activision         | - 2001 — Windows - 2002 — Linux, macOS, Mac OS - 2003 — Xbox, PlayStation 2 | [ 14 ] |
| Wolfenstein: Enemy Territory     | Splash Damage               | Activision         | - 2003 — Windows, Linux, macOS | [ 15 ] |
| Wolfenstein RPG                  | Fountainhead Entertainment  | EA Mobile          | - 2008 — Java ME - 2009 — iOS | [ 16 ] |
| Wolfenstein                      | Raven Software              | Activision         | - 2009 — Windows, PlayStation 3, Xbox 360 | [ 17 ] |
| Wolfenstein: The New Order       | MachineGames                | Bethesda Softworks | - 2014 — Windows, PlayStation 3, PlayStation 4, Xbox 360, Xbox One | [ 18 ] |
| Wolfenstein: The Old Blood       | MachineGames                | Bethesda Softworks | - 2015 — Windows, PlayStation 4, Xbox One | [ 19 ] |
| Wolfenstein II: The New Colossus | MachineGames                | Bethesda Softworks | - 2017 — Windows, PlayStation 4, Xbox One - 2018 — Nintendo Switch | [ 20 ] |
| Wolfenstein: Youngblood          | MachineGames Arkane Studios | Bethesda Softworks | - 2019 — Windows, PlayStation 4, Xbox One, Nintendo Switch | [ 21 ] |
| Wolfenstein: Cyberpilot          | MachineGames Arkane Studios | Bethesda Softworks | - 2019 — Windows, PlayStation 4 | [ 22 ] |

### Дополнительный контент
| Оригинальная игра                | Название                                         | Описание                                                                            | Прим.  |
| -------------------------------- | ------------------------------------------------ | ----------------------------------------------------------------------------------- | ------ |
| Wolfenstein 3D                   | The Nocturnal Missions                           | - Набор уровней                                                                     | [ 23 ] |
| Wolfenstein II: The New Colossus | Episode 0                                        | - Сюжетное дополнение - Бонус предварительного заказа                               | [ 24 ] |
| Wolfenstein II: The New Colossus | Episode 1 — The Adventures of Gunslinger Joe     | - Сюжетные дополнения - Входят в состав сезонного абонемента The Freedom Chronicles | [ 25 ] |
| Wolfenstein II: The New Colossus | Episode 2 — The Diaries of Agent Silent Death    | - Сюжетные дополнения - Входят в состав сезонного абонемента The Freedom Chronicles | [ 26 ] |
| Wolfenstein II: The New Colossus | Episode 3 — The Amazing Deeds of Captain Wilkins | - Сюжетные дополнения - Входят в состав сезонного абонемента The Freedom Chronicles | [ 27 ] |